# Mosquée de l’émir Aslam al-Silahdar
 (mars 2024).
La  Mosquée de l’émir Aslam al-Silahdar est une mosquée et le mausolée de l’émir mamelouk Aslam al-Baha’i al-Silahdar au Caire en Égypte. L’édifice fut complété en 1345.

## Voir également
- Architecture mamelouke

## Référence
- (en) D. Behrens-Abouseif, Cairo of the Mamluks, Ed. I.B.Tauris, 2007, p. 185.